# Ceratophysella robustiseta
Ceratophysella robustiseta är en urinsektsart som beskrevs av Skarzynski och Smolis 2006. Ceratophysella robustiseta ingår i släktet Ceratophysella och familjen Hypogastruridae. Inga underarter finns listade i Catalogue of Life.